# Adam Willaerts
Adam Willaerts (červenec 1577 Londýn – 4. dubna 1664 Utrecht) byl holandský malíř Zlatého věku.

## Život a dílo
Narodil se vlámským manželům Adamu Willaertsovi a Marii Sampson v Londýně, v roce 1585 se rodina přestěhovala do Leidenu a od roku 1597 se Willaerts natrvalo usadil v Utrechtu. Zde byl v letech 1637 (či 1639) až 1660 ve vedoucí funkci Nemocnice sv. Jóba. V roce 1611 spolu s dalšími třemi osobami založil Cech svatého Lukáše pro místní sochaře a malíře, a mezi lety 1620–1622, 1624–1631 a 1636–1637 byl děkanem tohoto spolku. V roce 1653 měl utrpět bankrot.
V Utrechtu se 16. května 1605 oženil s Mayken Adriaens van Herwijck, s kterou měl nejméně pět dětí. Synové Abraham, Cornelis a Isaac byli jeho učni a také se stali malíři. Dcera Hester se provdala za malíře Jacoba Gilliga a další dcera Abigael za malíře Cornelise van den Nypoorta.
Adam Willaerts byl velmi zručný v zachycení správné perspektivy, a maloval každodenní život, krajiny a námořní scény. Jeho nejznámějším obrazem je Alegorie na holandské vítězství nad španělskou flotilou u Gibraltaru.
Spolupracoval i s Willemem Ormeou; Willaerts tvořil mořskou krajinu v pozadí, zatímco Ormea na obrazy domalovával ryby v popředí.

## Galerie
- Alegorie na holandské vítězství nad španělskou flotilou u Gibraltaru
- Lovení ryb
- Lodě na rozbouřeném moři
- Sv. Pavel na Maltě
- Ztroskotání na útesu
- Willem Ormea a Adam Willaerts: Zátiší s rybami na pláži